# Elfen Lied
Elfen Lied (エルフェンリート, Erufen Rīto) Lit. Canção Élfica é uma popular série de mangá criada por Lynn Okamoto e sua adaptação em anime dirigida por Mamoru Kanbe. Ambos os formatos são sobre a espécie diclonius, uma mutação do ser humano com chifres, e sua relação violenta com o resto da humanidade. O mangá começou a ser serializado em junho de 2002 na revista semanal Young Jump, e alguns meses depois a editora Shueisha começou a compilar os capítulos e publica-los até o seu término em agosto de 2005 no seu décimo segundo volume tankōbon.
Devido ao grande sucesso obtido ganhou uma adaptação em anime, que começou a ser transmitido em 25 de julho de 2004, quando o mangá ainda estava inacabado, por isso, a história de ambos os formatos diverge a partir do volume 7 do mangá e o episódio 12 do anime, que abrange a história publicada até aquele momento, depois oferece um resultado completamente diferente do que seria escrito para o mangá um ano após a conclusão do anime. Em 21 de abril de 2005 foi lançado um OVA cuja história se passa entre os episódios 10 e 11 do anime.
Elfen Lied é destinado ao público adulto dado o número de cenas de nudez, gore e violência física e psicológica que apresenta, sendo principalmente classificado em gêneros de terror e drama. O nome Elfen Lied, pronunciado [ˈɛlfən liːt], em alemão significa "Canção Élfica". Sua origem é o lied "Elfenlied" do compositor austríaco Hugo Wolf, baseado no poema homônimo do escritor alemão Eduard Mörike.

## História
Elfen lied conta o surgimento de uma nova raça evoluída da humanidade. Os diclonius se assemelham fisicamente aos humanos, porém possuem um par de pequenos cifres no lombo temporal, uma glândula pineal de tamanho exagerado e também possuem a habilidade de sentir outros diclonius e de criar estruturas telecineticas (chamadas de vetores) parecidas com mãos capazes de manipular ou cortar objetos/pessoas, eles nascem de pessoas normais porém é preciso que um dos pais seja infectado pelos vectors de outros Diclonius, são geralmente inférteis e ao que foi observado por kakuzawa (um dos personagens da série) ao completarem os 3 anos, quando desenvolvem seus vectors, se transformam em homicidas psicóticos, por isso, quando um recém nascido é identificado como um dicloniu, é eliminado ou levado para o centro de pesquisas numa ilha, onde são postos em quarentena e posteriormente eliminados.
A história se passa na cidade de kamakura e começa com a fuga da diacloniu Lucy do centro de pesquisa onde era mantida presa, matando vários guardas e funcionários. Na tentativa de impedi-la um sniper acaba acertando um tiro em seu capacete e a derruba no mar, sendo posteriormente encontrado por Kouta e sua prima Yuka na praia da cidade, porém nua, desmoralizada e com uma personalidade totalmente inocente e bondosa, eles a chamam de Nyuu devido a essa ser a única palavra que conseguia falar no momento, depois ela acaba por ir morar com Kouta, numa antiga pensão fechada, que ele tinha alugado para morar enquanto estudava na universidade. Desesperados pela potencialidade de Lucy de exterminar a raça humana, os responsáveis por lidar com os diaclonius resolvem enviar assassinos profissionais e outras diaclonius atrás dela, ao tempo em que a trama vai revelando o passado oculto de Kouta e de Lucy

## Personagens principais
Lucy (ルーシー, Rūshī) / Nyu (にゅう, Nyū)
Seiyū: Sanae Kobayashi
É a Diacloniu original e a protagonista principal da série com cabelo rosa, ela foi abandonada num orfanato quando criança, onde sofreu humilhações e preconceitos dos funcionários e de outras crianças por conta de seus cifres, após ser traída pela amiga e ver o cachorro que havia encontrado, sendo brutalmente morto pelos seus colegas, os mata e foge do orfanato, iniciando-se uma onda de assassinatos pela cidade, nesse período ela conheceu Kouta por quem criou uma grande amizade/paixão, entretanto, acaba matando seu pai e sua irmã. Lucy e portador de transtorno dissociativo de identidade  é uma diacloniu poderosa tida como a rainha, por naquele momento possuir a habilidade mais perigosa das demais de sua espécie, que é a capacidade de se reproduzir, inclusive através de seus vetores, ao total possui 4 vectors que alcançam um raio máximo de 2 metros, apresenta também uma personalidade homicida, matando sem hesitação aqueles que a incomodam, a decapitação é sua marca de matar. Por causa do que sofreu no passado, busca o fim da raça humana, porém ela adquire outra personalidade ao levar um tiro de um sniper em seu capacete, essa personalidade conhecida como Nyuu é inocente, bondosa e altruísta; quando se manifesta como Nyuu, a Lucy fica adormecida e ao longo do enredo essas personalidades se revezam ao sofrerem algum estimulo, tal como pancada na cabeça, sentimento de ódio ou de ameaça ou as lembranças de seu passado. (uma pequena curiosidade do manga na edição cinco vemos num flashback que Lucy enterra uma garrafa com uma carta dentro, e na edição final vemos Kouta e sua filha achando a carta, na assinatura a o nome Kaede o que pode significar que o verdadeiro nome de Lucy é Kaede, pois uma outra possibilidade para o nome Lucy é que esse nome foi usada pelos cientistas para nomear o "primeiro" ser humano da terra, já que Lucy é considerada a primeira Diclonius).
Kōta (コウタ, Kōta)
Seiyū: Chihiro Suzuki, Hitomi Nabatame (8 anos)
Um sujeito com cabelo preto e um coração bom e aberto para todos, tenta proteger todas as garotas a sua volta por causa da morte de sua irmã, ele havia conhecido a Lucy oito anos antes do início da série, mas devido aos eventos traumáticos que terminaram com a morte de seu pai e de sua irmã, acabou perdendo parte das lembranças de sua infância, já maior volta para a cidade onde passava o verão quando criança, por causa da universidade e encontra sua prima, amiga da sua infância, Yuka, se abrigando numa antiga pensão fechada, que sua tia concedeu a ele em troca apenas dele manter o lugar limpo. Ele junto com a Yuka acabam encontrando uma garota nua na praia, a Nyuu, e a acolhe em sua casa, e quando descobre que muita gente está atrás dela, ele promete defendê-la.
Yuka (ユカ)
Seiyū: Mamiko Noto
É a prima de Kouta com cabelo marrom. Quando pequena, gostava dele, sentimento que ainda se mantém depois de tanto tempo de separação. Encontra Nyuu com Kouta, e os dois decidem cuidar dela. Com o passar do tempo, começa a desenvolver um ciúme por Kouta. Adota junto com Kouta a jovem Mayu e a Diclonius Nana.
Mayu (マユ)
Seiyū: Emiko Hagiwara
Uma garota com quase 14 anos com cabelo preto que após ser abusada sexualmente pelo padrasto várias vezes, com a convivência e a incredulancia de sua mãe, decide fugir de casa se tornando uma sem-teto e tendo como único amigo o seu cachorro wanta, conheceu kouta e yuka enquanto ainda morava na rua, e depois de eles saberem de sua situação, resolvem adotá-la, fazendo um acordo com a sua mãe.
Nana (ナナ)
Seiyū: Yuki Matsuoka
É uma jovem Diclonius com cabelo rosa. Diferente de outras do mesmo tipo, não tem sentimentos assassinos ou de ódio; ao contrário, mostra grande paixão e bondade, não conseguindo o seu poder no máximo, passando a ser uma das que são menos problemáticas. Ela passa a chamar Kurama de "Papa" e passa a achar que ele é seu pai, e, por isso ela aguenta qualquer dureza se for pelo bem de seu pai querido. Depois Kurama dá a ela uma ordem para ir atrás de Lucy, porém ao encontrá-la, elas lutam magníficamente mas Nana perde. Lucy arranca seus braços e pernas, e depois ela passa a usar próteses mecânicas. Quando isso ocorre, os donos do laboratório acham melhor matá-la. Para salvá-la, Kurama solta ela e lhe da uma bolsa cheia de dinheiro. Depois ela passa a viver com Kouta e Yuka.

### Kurama
É o diretor do centro de pesquisas com cabelo preto, foi levado a essa profissão pelo seu amigo kakuwa, era o responsável por eliminar as crianças que nasciam com cifres, ele fala que havia matado a filha com as próprias mãos por ser uma diacloniu e a mulher ao ver a cena teria cometido suicídio, mas a verdade é que ele foi infectado pelos vectores da número 3 no laboratório, devido a isso sua filha Mariko nasceu como uma Diacloniu, na insistência de mata-la, sua mulher que não poderia fazer esforço devido as complicações do parto, vai atrás dele e o convence a manter a filha viva, mas acabando morrendo na ação, então kurama a envia a filha para o centro de pesquisas de onde permanece trancada até o decorrer da série.

### Marico/número 35
Uma criança, filha biológica de kurama com cabelo rosa, assim como a nana, foi levada ao centro de pesquisa ao nascer tendo bombas implantadas em seu corpo, é considerada uma diaclonius suprema por possuir 26 Mãos de alcance de 11 metros, porém tem uma personalidade extremaente malefica, sentindo prazer em matar humanos, é quase incontrolável mas é persuadida a eliminar a número 7 e a Lucy.

## Mídias

### Mangá
Lynn Okamoto lançou o mangá nas revistas Young Jump, onde foi publicado capítulo por capítulo. Publicado pela Shueisha, terminou com o lançamento do décimo segundo volume.
No Brasil, o mangá foi lançado de forma completa pela Panini Comics, sob o selo Planet Mangá.

### Anime
Por causa do sucesso Elfen Lied ganhou uma versão de anime, composta de 13 episódios. Seguiu o curso do mangá até certo ponto, terminando sem chegar ao final da história.
Foi lançado um OVA especial, intitulado Como Pode uma Garota Ter esses Sentimentos, que igualmente é conhecido como episódio perdido. O OVA situa-se entre o episódio 10 e o 11.

### Trilha sonora
A música de abertura do anime é Lilium, por  Kumiko Noma. A letra é baseada em diversas passagens bíblicas (versículos 1-2: Salmos 37:30; versículos 3-5: Epístola de Tiago 1:12 e no hino religioso Ave mundi spes Maria (Ave Maria, Esperança do Mundo) em Latim. A frase "Kyrie Eleison", em grego, também aparece no texto, mas ela é empregada na liturgia da missa latina. A letra e a melodia são de Kayo Konishi e Yukio Kondou, que foram requisitados para criarem a canção como um Canto Gregoriano, interpretada por Kumiko Noma.
Já o tema de encerramento é Be Your Girl, de Chieko Kawabe.